# SpaceX CRS-9
SpaceX CRS-9 è stata una missione spaziale privata di rifornimento per la Stazione spaziale internazionale, programmata da SpaceX per la NASA nell'ambito del programma Commercial Resupply Services.
Il vettore utilizzato è stato un Falcon 9 e, oltre ai rifornimenti per la ISS, ha trasportato l'International Docking Adapter - 2 (IDA - 2)
Il lancio è avvenuto il'18 luglio 2016 ore 04:44 UTC, dal SLC-40 (Space Lauch Complex 40) dalla Cape Canaveral Air Force Station.
Dopo il lancio, il razzo vettore Falcon 9 ha effettuato con successo l'atterraggio sulla Landing Zone 1 (si tratta del secondo atterraggio sulla LZ-1).